# 京成松戸線
松戸線（まつどせん）は、千葉県松戸市の松戸駅と習志野市の京成津田沼駅を結ぶ京成電鉄の鉄道路線。駅ナンバリングで使われる路線記号はKS。
2025年3月31日までは新京成電鉄によって運営され、路線名は新京成線（しんけいせいせん、路線記号：SL）と称していた。翌4月1日に新京成電鉄が京成電鉄に吸収合併されたことに伴い、現在の名称となった。
国土交通省監修『鉄道要覧』では京成津田沼駅が起点・松戸駅が終点だが、案内・運行上は松戸方面行きを「上り」、京成津田沼方面行きを「下り」としている。台地の分水嶺に沿ったルート（小金牧の区域内）をとっており、トンネルや水域を渡る橋が1つも存在しない。

## 路線データ
- 管轄：京成電鉄（第一種鉄道事業者）
- 路線距離（営業キロ）：26.5 km
- 軌間：1,435 mm
- 駅数：24駅（起終点駅含む）
- 単線区間：新津田沼駅 - 京成津田沼駅間
- 複線区間：松戸駅 - 新津田沼駅間
- 電化区間：全線（直流1,500 V）
- 閉塞方式：自動閉塞式
- 最高速度: 85 km/h[2][3]
- 保安装置
  - 三咲駅 - 高根木戸駅間：1号型ATS
  - 松戸駅 - 三咲駅、高根木戸駅 - 京成津田沼駅間：C-ATS[1][注 3]
- 車両基地所在駅：くぬぎ山駅
- 最小曲線半径：139 m（新津田沼駅 - 京成津田沼駅間）

## 運行形態
全て6両編成の普通列車（各駅停車）で、京成津田沼駅 - 松戸駅間の全線通し運転を基本とする。朝晩に車両基地のあるくぬぎ山駅発着の列車があり、朝ラッシュ時には新津田沼駅折り返し列車がある。一部の列車は京成千葉線千葉中央駅まで直通運転する（後述）。また、深夜に松戸発新津田沼行きが運行され、その列車は新津田沼駅で夜間停泊後、翌日の新津田沼始発京成津田沼行き初電として運行される。
2014年までは8両編成の列車も運行されていたほか、かつてはラッシュ時を中心に京成津田沼駅 - 鎌ヶ谷大仏駅間や新津田沼駅 - 高根公団駅間の区間列車も設定されていた。
朝のラッシュ時は京成津田沼駅 - 新津田沼駅間が単線のため9分間隔で、他の区間が4分半間隔、夕方のラッシュ時は8分間隔で運転しており、日中でも10分間隔で運転と郊外路線ながら本数が多い。日中に関しては一部を除き接続する東京直通路線よりも本数が多いほどである。これは駅間距離の短さも手伝って日中の生活需要も大きいためである。一方、長い区間を乗車する旅客が少ないことなどから、急行運転を行う予定はない。
車両については「新京成電鉄#車両」を参照。

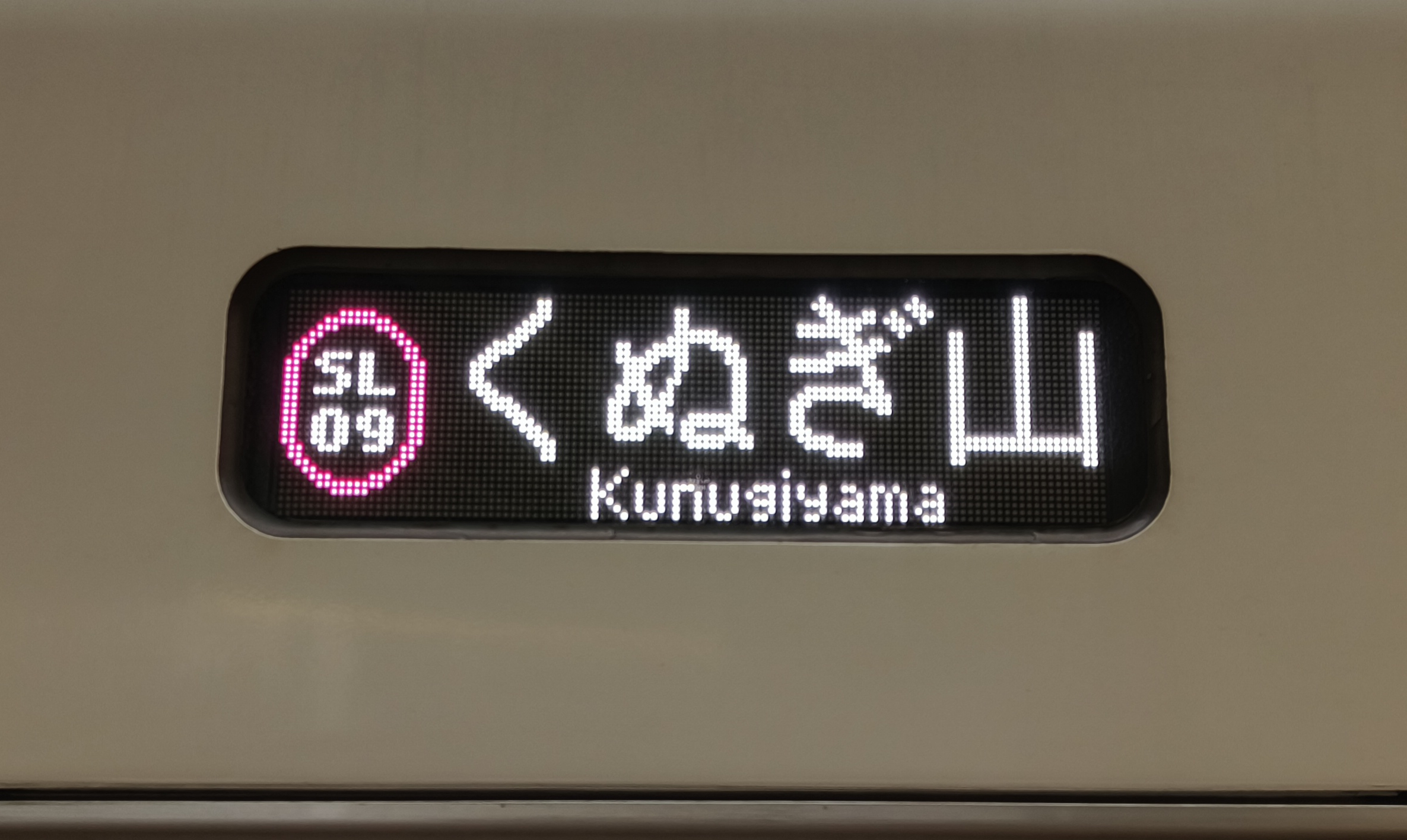
新京成の側面行先表示（変更前）
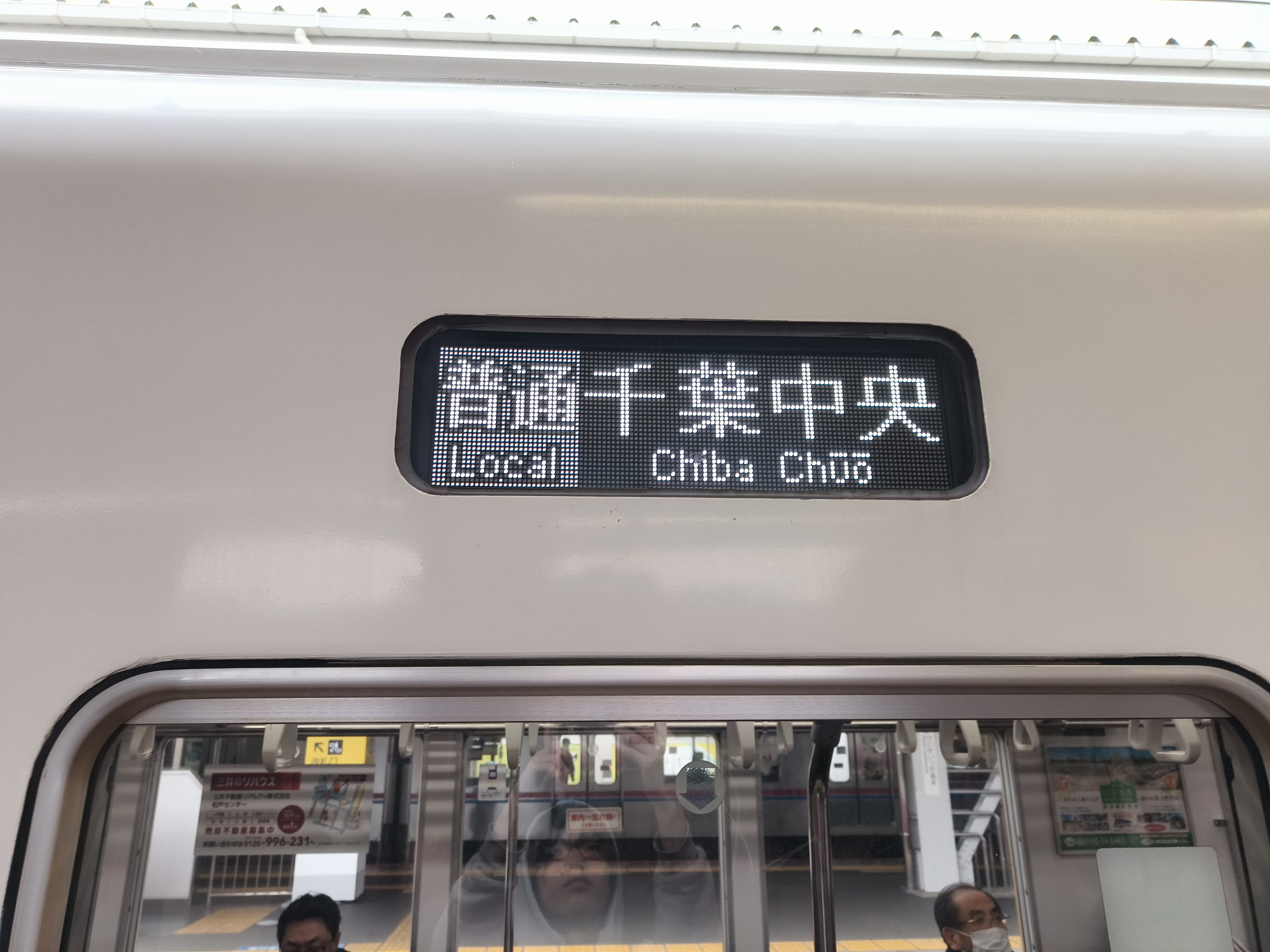
新京成の側面表示（変更前、千葉線内）
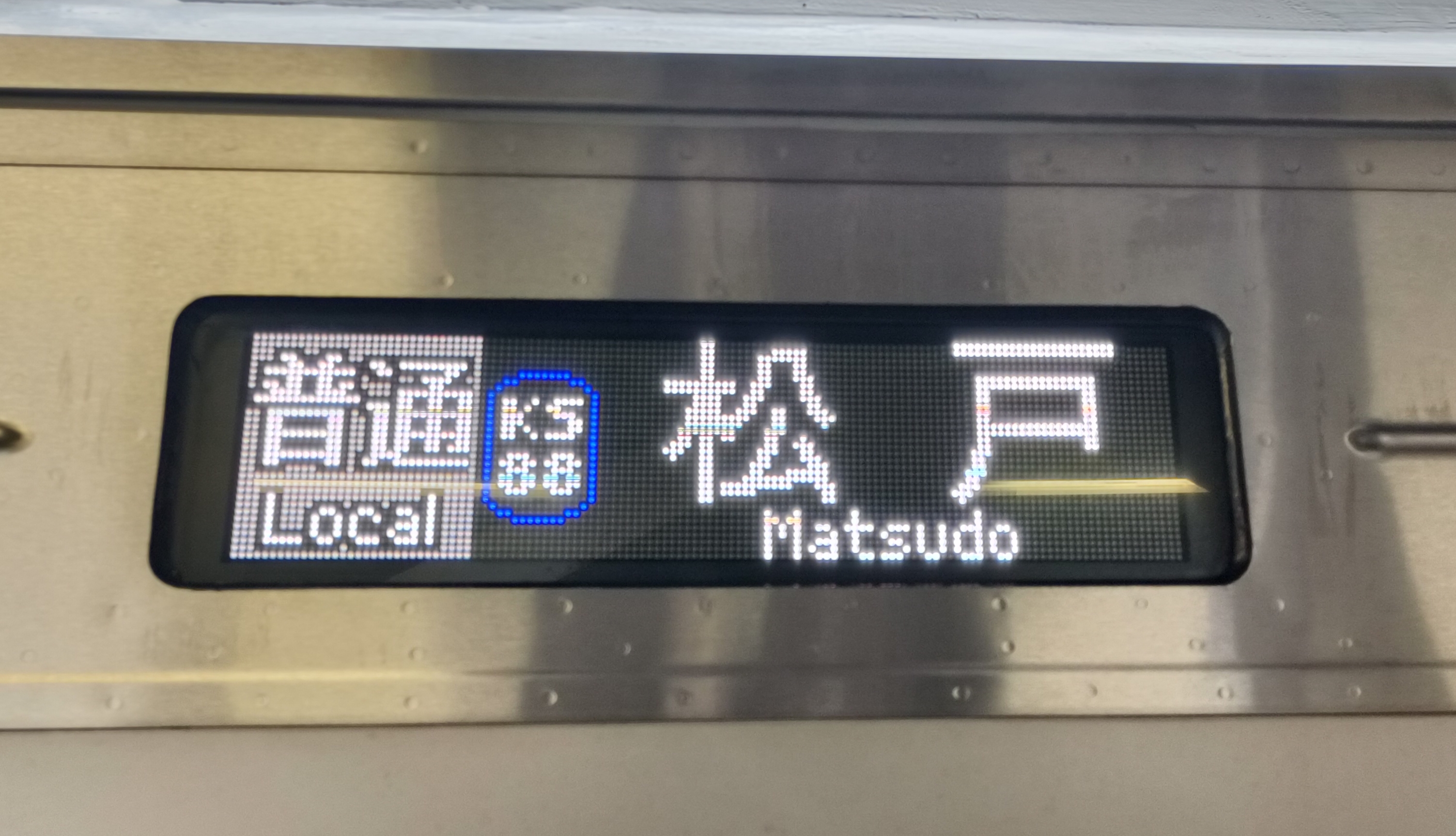
新京成の側面行先表示（変更後）

### 千葉線への直通運転
全通した1955年に実施したものの、同年中に取りやめて以来長らく実施してこなかった千葉線への直通運転を2006年12月10日に再開した。2011年3月11日の東北地方太平洋沖地震（東日本大震災）発生後しばらく休止されていたが、同年6月27日に再開されている。
2025年4月時点で、乗り入れは8900形および80000形以外の元新京成電鉄の車両により行われており、全て6両編成で運行されている。運行区間は全列車が松戸駅 - 京成津田沼駅 - 千葉中央駅間であり、松戸線・千葉線の途中駅止まりの列車や千葉中央駅から先の京成千原線への直通列車は運行されていない。将来的には相互乗り入れや運行時間の拡大、京成千原線への乗り入れ区間拡大も検討されている。
また、直通運転は日中のみの運転でラッシュ時には行っていない。2024年3月23日改正のダイヤでは、松戸駅発車時刻で平日は午前8時41分から午後3時40分まで、土曜・休日は午前6時20分から午後4時40分まで運転している。なお、直通運転を行う時間帯は、一部を除いて京成津田沼駅始発・終着の松戸線の列車が同駅の6番線から、同駅始発・終着の千葉線の千葉中央・ちはら台方面の列車は同一ホーム上の5番線から発着し、乗り換えの便宜を図っている。他方、直通運転が行われていない時間帯は、5・6番線とも松戸線の列車の発着に使用されることが多く、千葉線の列車は2番線に到着し、3・4番線から発車する。
使用される方向幕は全車英字入りとなっており、「普通」表示の付いた行先表示となる。
乗り入れ再開時には、沿線から千葉市方面への乗客誘致をアピールするため、乗り入れ対応編成の一部に「Chiba」をあしらったステッカーを車体に貼付けするとともに、車内ドア上部には「matsudo to CHIBA 06.12.10」（後に「matsudo to CHIBA」のみに変更）というキャッチフレーズも添えられた。

## 歴史

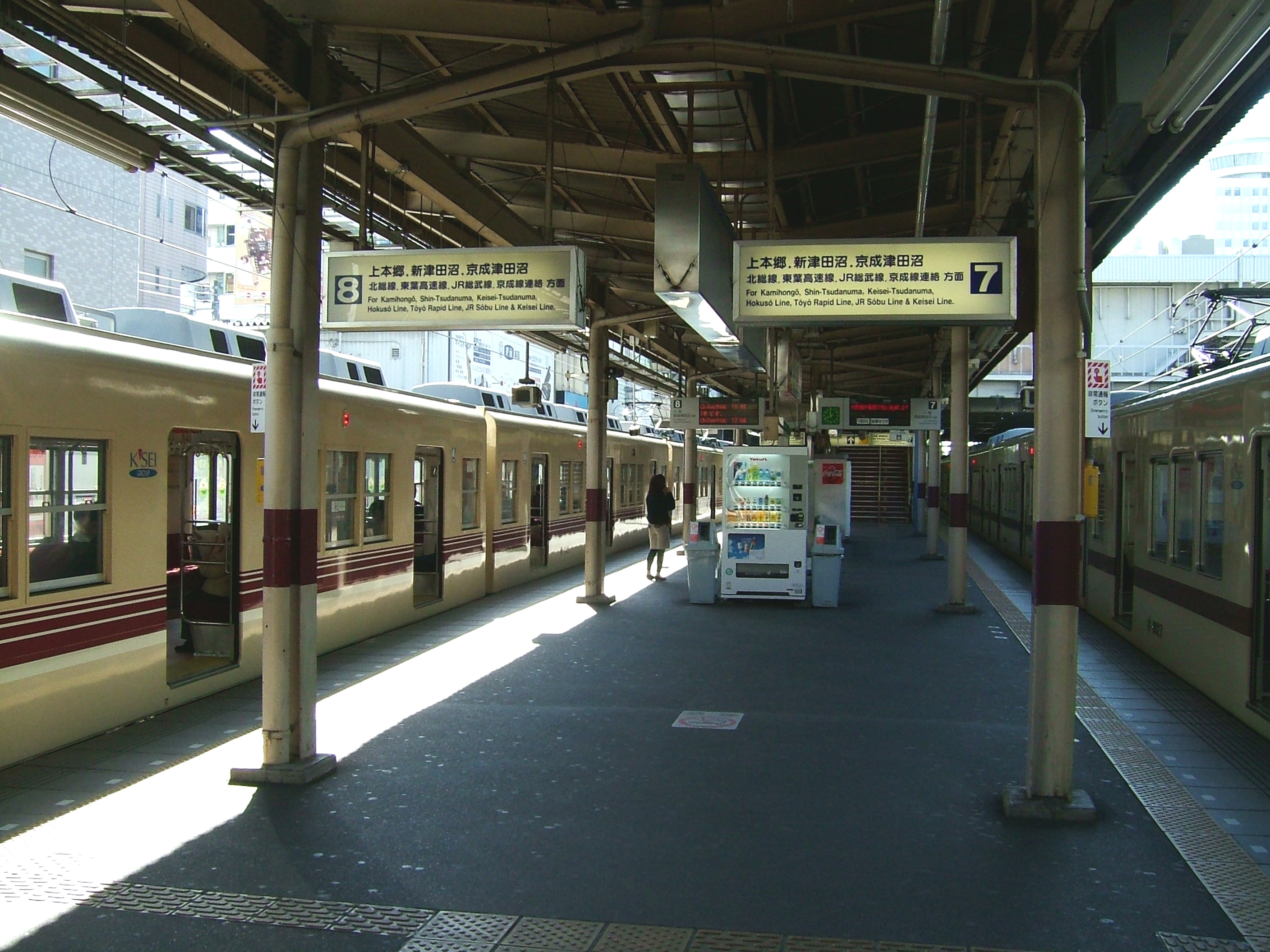
松戸駅（2007年1月8日）

本路線大半の区間は旧日本陸軍鉄道連隊が演習用に敷設した軌道敷（鉄道連隊演習線松戸線）であり、第二次世界大戦後の京成電鉄への払い下げを経て民間利用されているものである。
大東亜戦争（太平洋戦争・第二次世界大戦）において日本が降伏したことを受けて、鉄道連隊は解散した。鉄道連隊演習線のレールは西武鉄道に払い下げられたが、軌道敷はそのまま残されていたことから、西武鉄道と京成電鉄は早くからこれに着目していた。鉄道連隊の旧軍人を入社させた両社は、日本の占領統治を担う連合国軍最高司令官総司令部（GHQ）に鉄道敷設のための使用許可を働きかけた。最終的に陳情合戦は営業基盤を千葉県内に持つ京成電鉄が制し、1946年（昭和21年）3月に軌道敷使用が認可された（正式な払下げは1955年）。この背景には、京成電鉄に入社した旧鉄道連隊大尉椎名三郎とその元上官で終戦当時中将だった鎌田銓一の存在が大きかったといわれている。鎌田は大東亜戦争以前にアメリカ陸軍士官学校に留学経験があり、その際に上級生に、GHQ最高司令官ダグラス・マッカーサーがいたことから戦後はGHQの首席接待委員となり、いわゆる鎌田機関を組織。「鎌田を通さなければマッカーサーには会えない」と言われるほどの影響力を持っていたという。
京成電鉄は同年10月に子会社として新京成電鉄を設立した。1947年（昭和22年）1月に開始された工事は、新たな資材の入手が困難であったため、県外に足を延ばして規格の異なる古資材をかき集めて行われた。
開業直前にGHQが旧軍用線の復活を懸念し一時は開業が危ぶまれたが、新京成電鉄幹部の説得により、予定通り1947年（昭和22年）12月27日に新京成線（しんけいせいせん）として、新津田沼駅 - 薬園台駅間が軌間1,067 mmで開業している。
演習線は規定の線路延長（45 km）を確保することと、様々な状況での路線敷設演習のために急曲線が多数介在する屈曲線形で、旅客線開業時に可能な限り直線化を図るも現在なお良好な線形でない。移動距離に比して道程が長く、津田沼駅 - 松戸駅間は直線距離約16 kmに対し道程26.5 kmである。演習線軌間は600 mmと極端に狭隘だったが、京成電鉄払い下げ時に1,067 mm（3フィート6インチ）へ改軌される。当時の地方鉄道法では「地方鉄道ノ軌間ハ1.067メートルトス特別ノ場合ニ在リテハ1.435メートル又ハ0.762メートルト為スコトヲ得」とあり、軌間1,372 mmでの建設が認められなかったため、親会社の京成電鉄準拠の軌間1,372 mmは許可されず、1,067 mmに設定している。
払い下げ以後、新津田沼側から延伸し、建設資金不足から一時期は常磐線松戸駅までの全通を諦めて初富駅 - 松戸駅間にバスを運行するも、沿線の船橋市にあった日本建鐵工業を傘下に収めた三菱電機の支援で敷設工事を再開、松戸駅まで全通する。なお、松戸駅 - 上本郷駅間は旧軍用線ではなく、全くの新線であるため、台地を切り崩す工事が行われた。切り崩しで生じた残土を利用して平潟土地整理事業がなされた。開業当初、開発が進んでいない沿線付近は雨や霜解けでぬかるむ道路を駅まで歩き革靴やハイヒールへ履き替える乗客が多く、松戸駅延伸開業時は各駅に下駄箱設置もみられた。
全通は地域の人々から温かく迎えられ、数々の恩恵を受け、近所の農家から赤飯や餅、夕飯のおかず等の差し入れが度々あったという。
古くは松戸新田駅やみのり台駅などの5駅が小さな駅舎で一人勤務のワンマンボックス駅（畳一帖未満の小さな建物）だった。
1953年（昭和28年）10月、全線の軌間を1,372 mmへ、1959年（昭和34年）8月に1,435 mmへ改軌する。親会社の京成電鉄よりも早期の改軌で、京成電鉄の改軌予行演習も意図したと推察されている。
従前に、松戸 - 柴又（東京都葛飾区）間、国府台間も免許取得して松戸市内で路線用地を買収するも、千葉大学園芸学部や柴又駅周辺の反対や常磐線の複々線化、北総線が計画された影響もあり、計画が頓挫して未成線のまま1971年（昭和46年）頃に免許失効している。買収した路線予定地のうち仮称三矢小台駅はリブレ京成三矢小台店と新京成バス（松戸新京成バスを経て現在の京成バス千葉ウエスト）折り返し場へ、その他の多くが住宅地へ転用されている。国府台駅までの延伸計画は、流山電鉄（現・流鉄）の市川駅延伸免許取得による周辺地域での路線バス運行など、営業機会損失を阻止する意図もあった。
急激な乗客増による複線化が行われた。演習線軌道敷の大半は複線分あったので工事は比較的容易に進められ、1975年（昭和50年）2月に新津田沼駅 - 京成津田沼駅間を除く全線が複線化された。
新津田沼駅は現位置へ至るまで駅舎位置や路線が変遷しており、以前の同駅と京成津田沼駅への2路線に分かれていたものを現在は急カーブで1線にまとめている（詳細は「新津田沼駅#歴史」を参照）。新津田沼駅 - 京成津田沼駅間のイオンモール津田沼所在地は1982年（昭和57年）頃まで京成電鉄第二工場が存在し、京成線改軌期間中に、京成電鉄所属構内側線の引き込み線扱いとして先行改軌された新京成線1,435 mmと京成線1,372 mmの軌間を移設してレール4本を敷設している。京成電鉄第二工場の出入構は主に深夜に行われた。京成電鉄の車両工場が宗吾参道へ移転後、1987年（昭和62年）に新京成電鉄へ譲渡され、0キロポストは現在も新津田沼駅に設置されている。
優等列車は現在設定されていないが、かつて同線内各駅停車で千葉線方面へ急行「九十九里号」を運行し、赤電なども使用した京成上野駅始発本線経由の同名列車も運行していた。
2023年（令和5年）10月31日、親会社の京成電鉄は、2025年（令和7年）4月1日付で簡易合併形式により、当路線を保有している新京成電鉄を吸収合併することを発表した。路線・駅・従業員の雇用と、運賃体系はそれぞれ維持する方針とした。
2025年（令和7年）4月1日、京成電鉄が新京成電鉄を簡易合併方式により吸収合併し、これに伴い路線名も変更され、京成電鉄の松戸線となった。なお、これによる列車運賃、並びにダイヤの変更は行われなかった。また、駅ナンバリングの振り直しが行われ、新津田沼側よりKS-66〜KS-88に変更された。

### 年表
- 1918年（大正7年）頃 - 一部を除き完成[9]。
- 1929年（昭和4年）頃 - 陸軍鉄道連隊演習線として津田沼 - 松戸間26.2km（当時）のうち八栄村付近まで完成。
- 1932年（昭和7年）頃 - 松戸まで開通（現在の松戸駅の位置ではなく松戸中央公園付近）。地元住民を無賃で乗車させたこともあった。
- 第二次世界大戦中 - レール等資材が転用され、軌道敷は放置[9][14]。
- 1946年（昭和21年）
  - 3月 - 京成電鉄に軌道敷の使用認可[11]。
  - 10月 - 京成電鉄が子会社として新京成電鉄設立。
- 1947年（昭和22年）12月27日 - 新京成電鉄新京成線として新津田沼駅（初代） - 薬園台駅間  (2.5km) 開業[5][9]（1,067mm軌間）。
- 1948年（昭和23年）
  - 8月26日 - 薬園台駅 - 滝不動駅間 (4.1km) 開業。
  - 10月8日 - 習志野駅、高根木戸駅開業。
  - 12月13日 - 前原駅開業。
- 1949年（昭和24年）
  - 1月8日 - 滝不動駅 - 鎌ヶ谷大仏駅間 (3.1km) 開業。三咲駅開業。
  - 3月16日 - 二和向台駅開業。
  - 10月7日 - 鎌ヶ谷大仏駅 - 鎌ヶ谷初富駅（現：初富駅）間 (2.1km) が開業し、薬園台駅 - 鎌ヶ谷初富駅間が全通[9]。
- 1953年（昭和28年）
  - 10月20日 - 全線1,372mmに改軌。新津田沼駅から京成駅へ乗り入れ[9]。
  - 11月1日 - 京成津田沼駅 - 新津田沼駅（二代目） - 前原駅間 (2.3km) 開業。新津田沼駅（初代） - 前原駅間 (1.2km) 廃止。京成第二工場への構内側線を利用。
- 1955年（昭和30年）
  - 4月1日 - 鎌ヶ谷初富駅を初富駅に改称。
  - 4月21日 - 初富駅 - 松戸駅間 (13.3km) 開業[9]、新京成線全線（単線）開業。京成千葉線への直通運転実施。
  - 9月1日 - 京成千葉線への直通運転廃止。
- 1959年（昭和34年）8月18日 - 全線1,435mmに改軌[9]。
- 1960年（昭和35年）2月1日 - 金ヶ作駅を常盤平駅に改称。
- 1961年（昭和36年）
  - 8月1日 - 高根公団駅開業。
  - 8月23日 - 新津田沼駅（三代目：現在の新津田沼駅より前原寄り300m） - 前原駅間 (1.1km) 開業[9]。新津田沼駅（二代目）は藤崎台駅に改称。
  - 11月25日 - 八柱駅 - 松戸駅間複線化[9]。
- 1962年（昭和37年）8月21日 - 五香駅 - 八柱駅間複線化。
- 1963年（昭和38年）10月26日 - 前原駅 - 高根公団駅間複線化[9]。
- 1964年（昭和39年）8月12日 - 高根公団駅 - 鎌ヶ谷大仏駅間複線化。
- 1965年（昭和40年）6月29日 - くぬぎ山駅 - 五香駅間複線化[9]。
- 1966年（昭和41年）4月11日 - 北習志野駅開業[9]。
- 1968年（昭和43年）
  - 5月14日 - 新津田沼駅（四代目）現在地に移転。京成津田沼駅 - 新津田沼駅（四代目）間（移転分を含め1.5km）開業。京成津田沼駅 - 藤崎台駅 - 前原駅間 (2.3km) 廃止。
  - 5月15日 - 新津田沼駅 - 前原駅間複線化[9]。
- 1975年（昭和50年）
  - 2月7日 - 鎌ヶ谷大仏駅 - くぬぎ山駅間複線化（京成津田沼駅 - 新津田沼駅間を除き複線化）[9][14]。
  - 11月1日 - 全ダイヤ6両編成運転開始[9]。
- 1979年（昭和54年）3月9日 - 北総開発鉄道線（当時）と相互直通運転開始[21]。
- 1982年（昭和57年）10月1日 - 4両を2本連結した8両編成の運転を開始[22]。
- 1984年（昭和59年）3月19日 - 住宅・都市整備公団線（当時）と相互直通運転開始。
- 1987年（昭和62年）
  - 4月1日 - 京成津田沼駅 - 旧京成第二工場（ - 新津田沼駅）間構内側線 (1.2km) を京成電鉄より譲受。全線が新京成の所属となる。
  - 11月1日 - 運行管理システムを電算化[23]（TTC[24]）。
- 1992年（平成4年）7月8日 - 新鎌ヶ谷駅開業[5][25]。北総・公団線（当時）との相互直通運転廃止[25][26]。土曜ダイヤを設定[27]。
- 1996年（平成8年）4月1日 - ダイヤ改正により、最高速度を75Km/hから85km/hに向上し、松戸駅 - 京成津田沼駅間の所要時間が3分短縮されて37分となる[3][4]。また、日中の運転間隔が10分間隔となる[3]。
- 2004年（平成16年）2月22日 - 鎌ケ谷市内連続立体交差事業のため一部（北初富駅 - 初富駅間）仮線に切り替え。
- 2006年（平成18年）12月10日 - 京成千葉線への片乗り入れ再開[広報 7]。これによって千葉方面と新鎌ヶ谷・松戸方面が乗り換えることなく結ばれる。
- 2011年（平成23年）
  - 3月11日 - 東北地方太平洋沖地震（東日本大震災）が発生し、全線運休となる。
  - 3月13日 - 大震災による発電所の停止に伴う電力供給逼迫（）のため、東京電力が輪番停電（計画停電）を実施。これに伴い、この日から一部区間で徐行運転が実施され、京成千葉線への直通運転が休止される。
  - 6月27日 - 節電ダイヤで中止されていた京成千葉線への直通運転が一部再開される。
  - 9月19日 - 一部区間での徐行運転を終了し、新津田沼駅 - 京成津田沼駅間の運転および京成千葉線への直通運転を全面的に再開する。
- 2013年（平成25年）
  - 2月3日 - 鎌ケ谷市内連続立体交差事業のため初富駅付近の上り線の線路を仮線に切り替え。
  - 2月8日 - 全営業車両がVVVFインバータ制御になる[広報 9]。
- 2014年（平成26年）
  - 2月23日 - 鎌ケ谷市内連続立体交差事業のため北初富駅付近の線路を仮線に切り替え。
  - 2月23日 - 駅ナンバリング導入[広報 10]。
  - 5月18日 - 鎌ケ谷市内連続立体交差事業のため初富駅付近の下り線の線路を仮線に切り替え。
  - 9月30日 - 全営業車両が6両編成となる。
  - 12月6日 - 前原駅 - 京成津田沼駅間でC-ATSの使用を開始[広報 11]。
- 2017年（平成29年）
  - 7月1日 - 開業70周年とふなっしー地上降臨5周年を記念した、ふなっしーのヘッドマーク付きラッピング列車「ふなっしートレイン」を9月30日までの予定で運行開始（期間は延長して2018年1月まで）[広報 12][広報 13]。
  - 10月21日 - 鎌ヶ谷大仏駅 - くぬぎ山駅間の下り線が高架化[広報 14][広報 15]。
- 2019年（令和元年）
  - 12月1日 - 鎌ヶ谷大仏駅 - くぬぎ山駅間の上り線が高架化（同区間全線の高架化が完了[広報 16]）[広報 17][広報 18]。
  - 12月27日 - 80000形が営業運転開始[28][29]。
- 2022年（令和4年）
  - 4月21日 - 開業75周年とふなっしー地上降臨10周年を記念した、ふなっしーのヘッドマーク付きラッピング列車「ふなっしートレイン」を12月末までの予定で運行開始（2017年以来2回目。期間は延長して2023年3月まで）[広報 19][30]。
  - 5月22日 - 空間波式デジタル列車無線の使用を開始[注 7]。
- 2023年（令和5年）4月22日 - 列車無線を空間波式デジタルに移行完了[注 8][広報 20]。
- 2025年（令和7年）4月1日 - 京成電鉄への吸収合併に伴い、同社の松戸線へ路線名を変更。

### 今後の予定
- C-ATSを全線に拡大する予定[広報 11]。

## 沿線風景

### 松戸駅 - 新鎌ヶ谷駅間
JR東日本常磐線との乗換駅である松戸駅を出発すると右側に大きくカーブをし、下総台地を登る緩やかな勾配にさしかかる。国道6号を超え、勾配を登り終えると新京成鉄道模型館があった上本郷駅へと到着する。松戸駅 - 上本郷駅間は新たに建設された区間であり、切り通しの残土は松戸駅の向こう側である平潟の土地整理に利用された。元々の鉄道連隊演習線跡とは上本郷駅手前で合流する。次の松戸新田駅とみのり台駅は駅間距離が短く、しばらく住宅地の中を走る。JR東日本武蔵野線新八柱駅との乗換駅である八柱駅を過ぎると、左手に21世紀の森と広場や森のホール21を見ながら右にカーブし、常盤平駅へと至る。この周辺は路線開通後に常盤平団地としてベッドタウン化した街である。次の五香駅を過ぎるとカーブが連続する線形が続き、併走する千葉県道57号千葉鎌ケ谷松戸線（一部区間は国道464号との重複区間）とはこの先踏切で4回も交差をすることになる。元山駅を出ると陸上自衛隊松戸駐屯地の中を走り、くぬぎ山駅へと至る。沿線は梨園が多く、シーズンになると観光農園として賑わっている。線路は東に進路を変え、くぬぎ山車両基地を右手に見ながら北総線・成田スカイアクセス線の高架をくぐった後高架線となり北初富駅へ至る。この先、新鎌ヶ谷駅までは北総線・成田スカイアクセス線と併走して走る。

### 新鎌ヶ谷駅 - 京成津田沼駅間
新鎌ヶ谷駅を出ると南へ大きく進路を変え、初富駅へと至る。この区間は新鎌ケ谷の街の開発にあわせ、連続立体交差化が行われた。次の鎌ヶ谷大仏駅は船橋新京成バスの車庫に隣接しており、駅の近くには駅名の由来にもなった鎌ヶ谷大仏がある。しばらく直線区間が続くが、二和向台駅を過ぎると再びカーブの多い線形となる。三咲駅から滝不動駅にかけては沿線に畑や果樹園などの田園風景が広がるが、次の高根公団駅を過ぎると再び住宅地の中を走る。高根木戸駅にかけての周辺には日本住宅公団（現在のURの前身）により開発された高根台団地が広がり、高根公団駅の駅名の由来にもなっている。やがて線路は東葉高速鉄道線との乗換駅である北習志野駅へと到着する。周辺には習志野台団地が広がり、また学校が多く朝夕は学生で賑わっている。北習志野駅を過ぎると右にカーブし、すぐに習志野駅へと到着する。習志野と称するものの、駅は習志野市ではなく船橋市に位置している。次の薬園台駅付近は直線区間が続くが、前原駅を過ぎると国道296号と交差し、線路はイオンモール津田沼を左に見ながら大きくカーブして新津田沼駅へと至る。周辺は繁華街となっているが、JRの津田沼駅とは400m程離れており徒歩連絡となる。これから先は単線区間となり、大きく逆S字カーブを描きながら本線と合流し、終点の京成津田沼駅へと到着する。

## 車両

### 現用車両
画像は新京成線時代のものである。

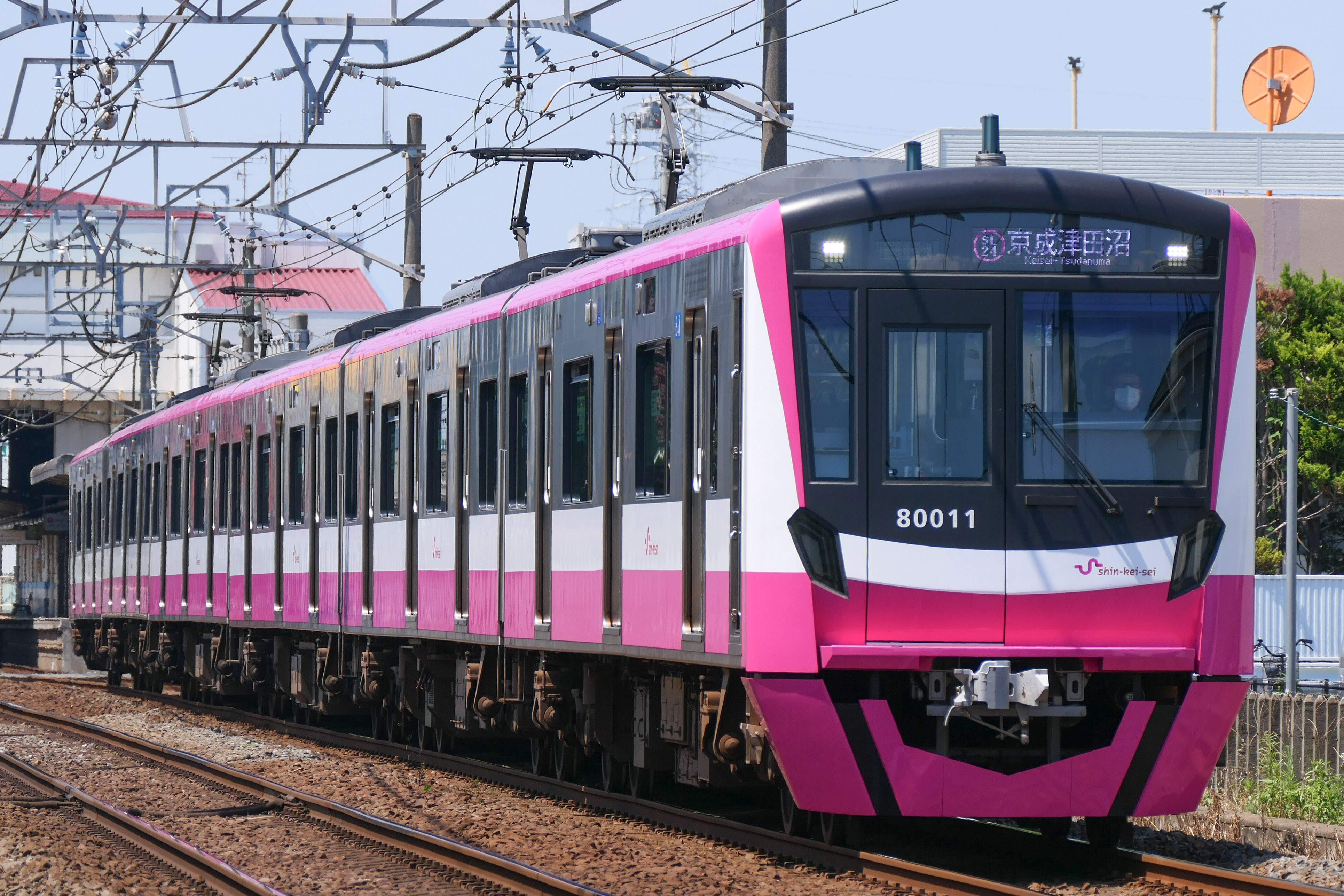
80000形
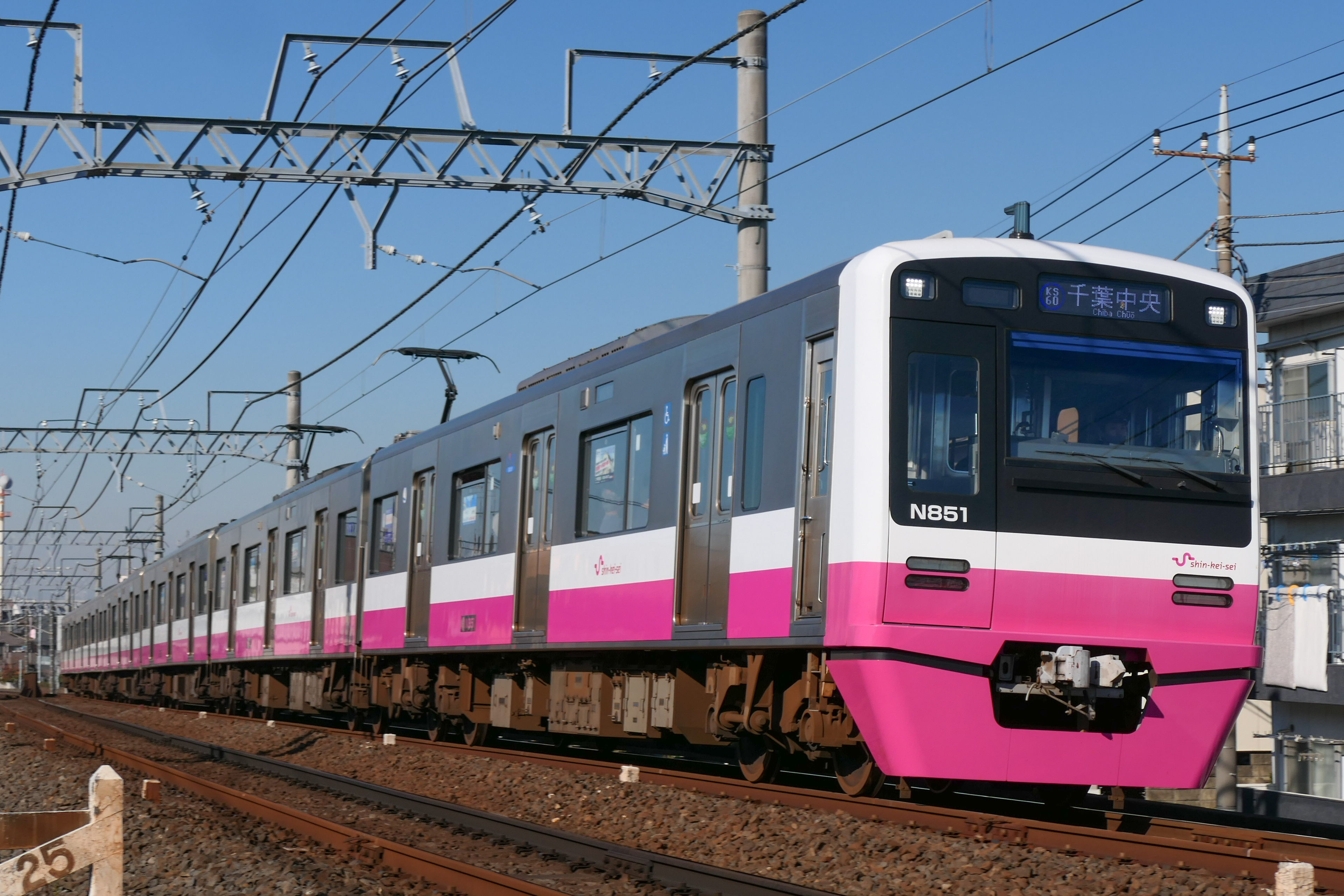
N800形
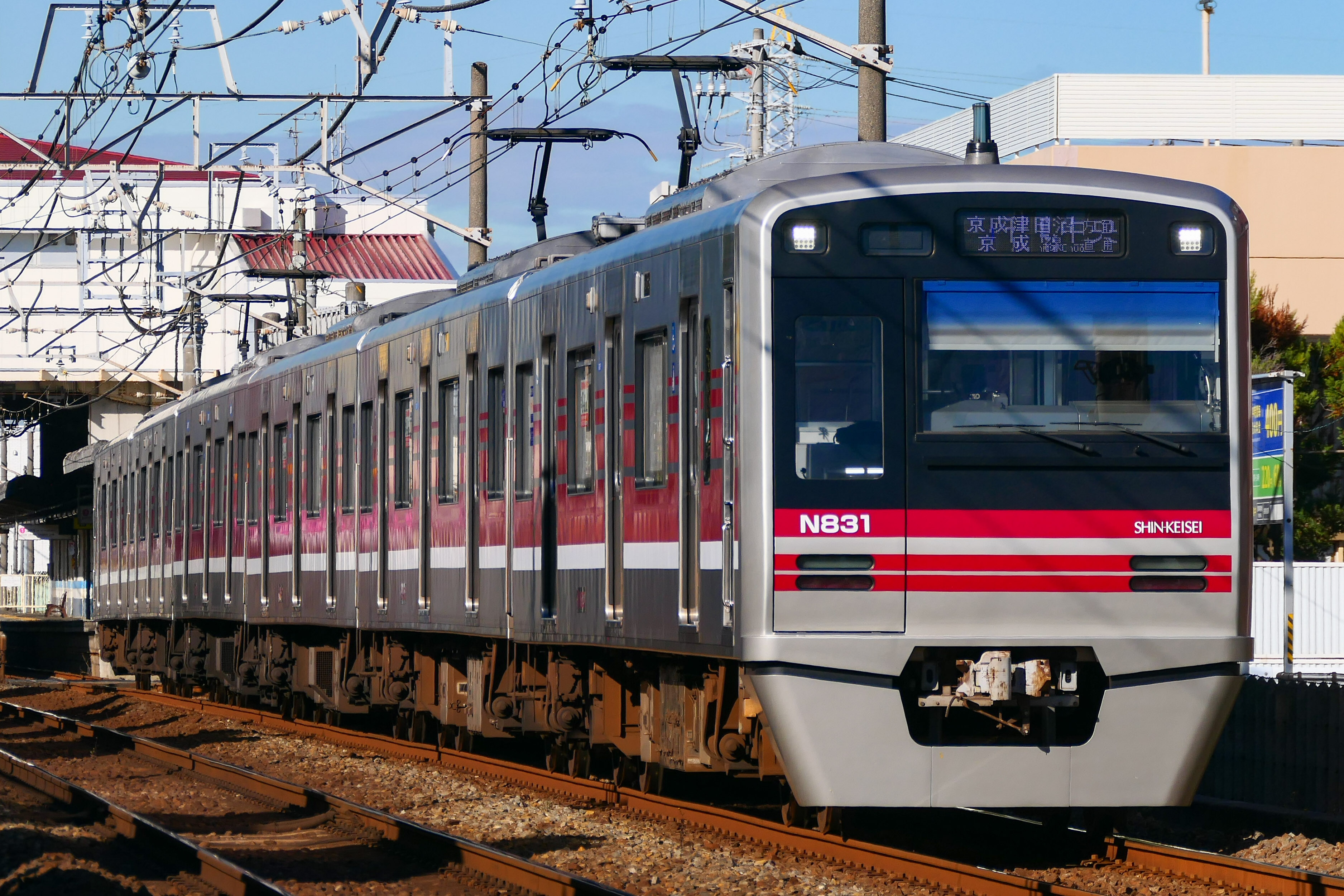
N800形（復刻旧塗装車）
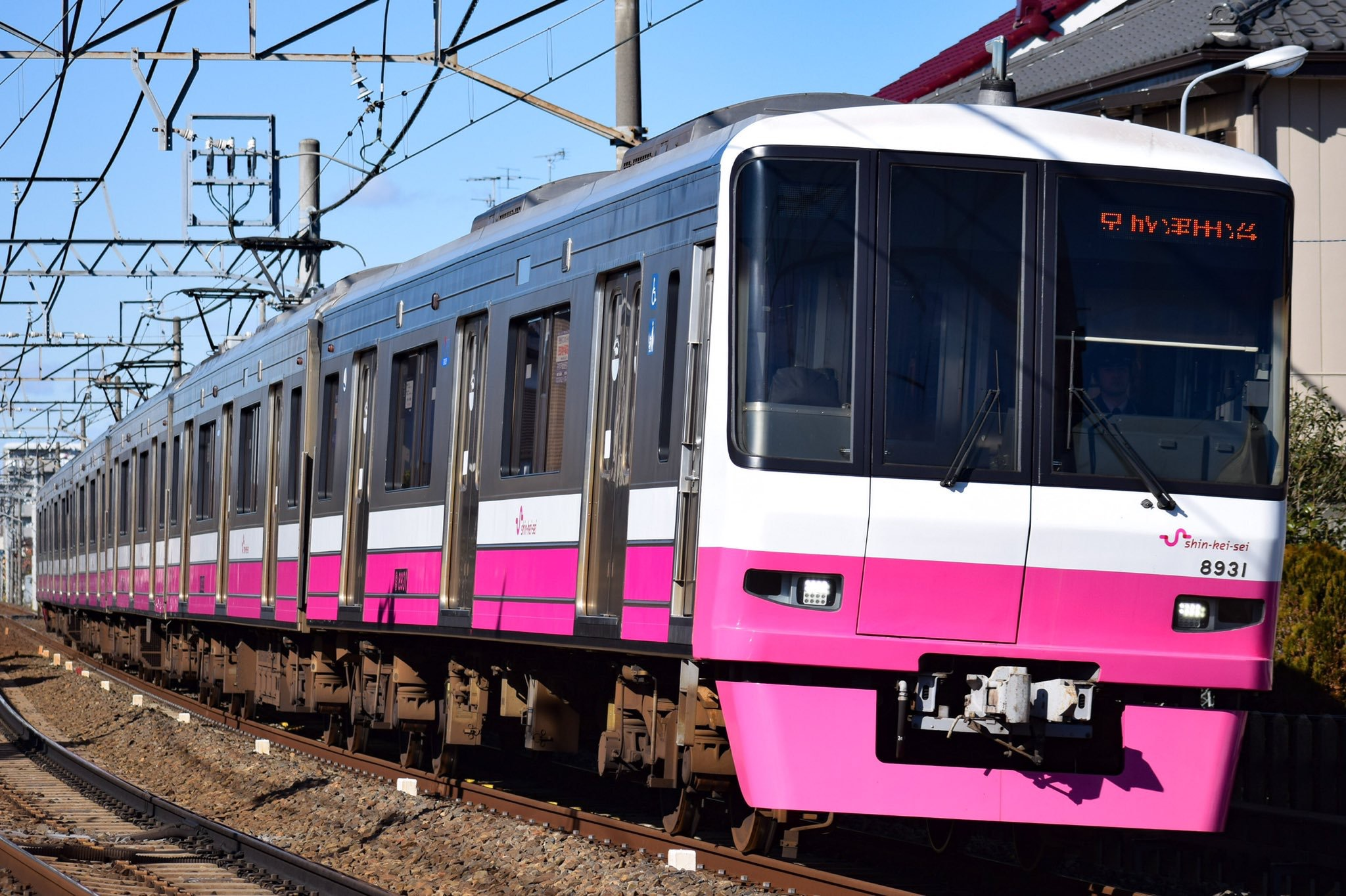
8900形
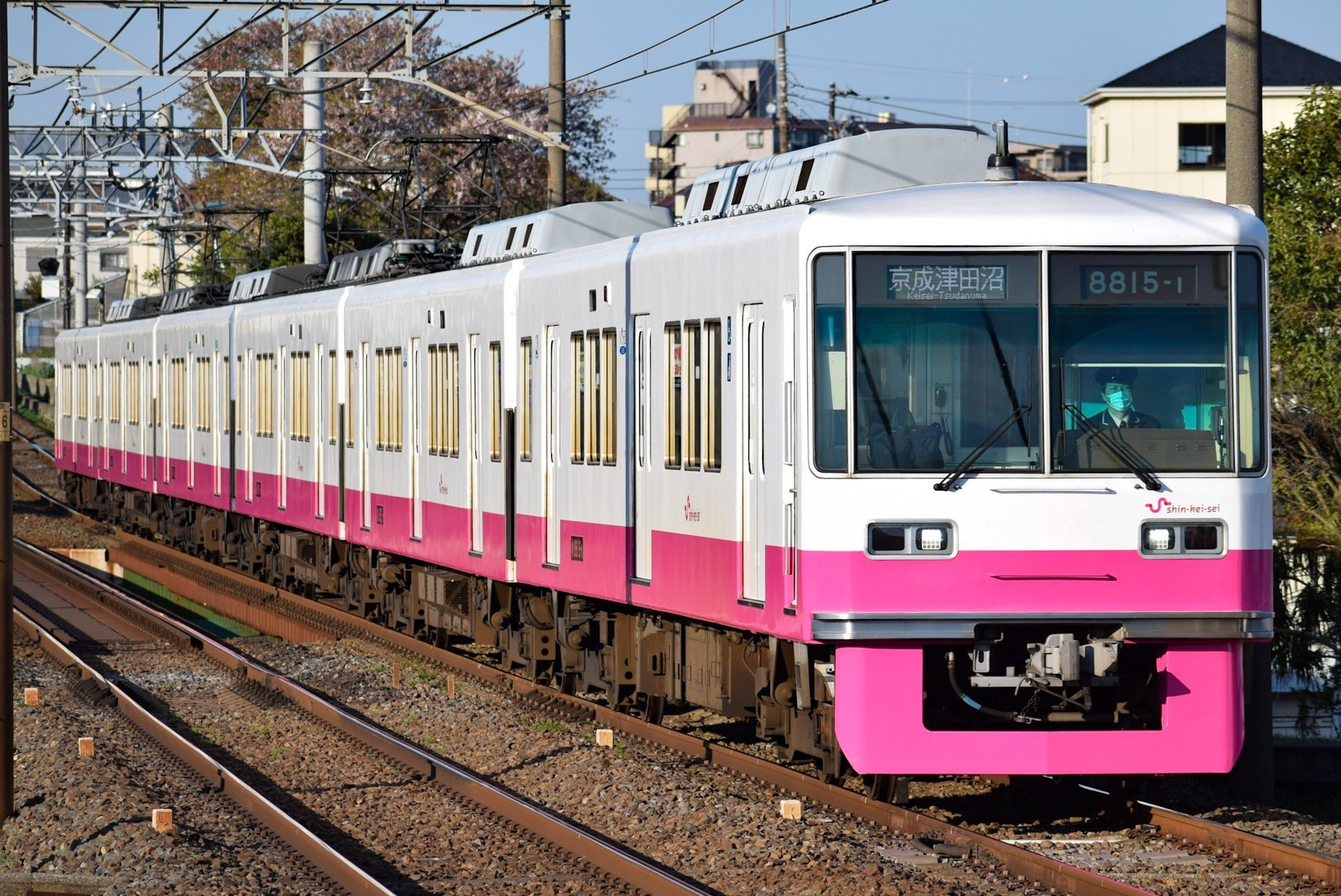
8800形
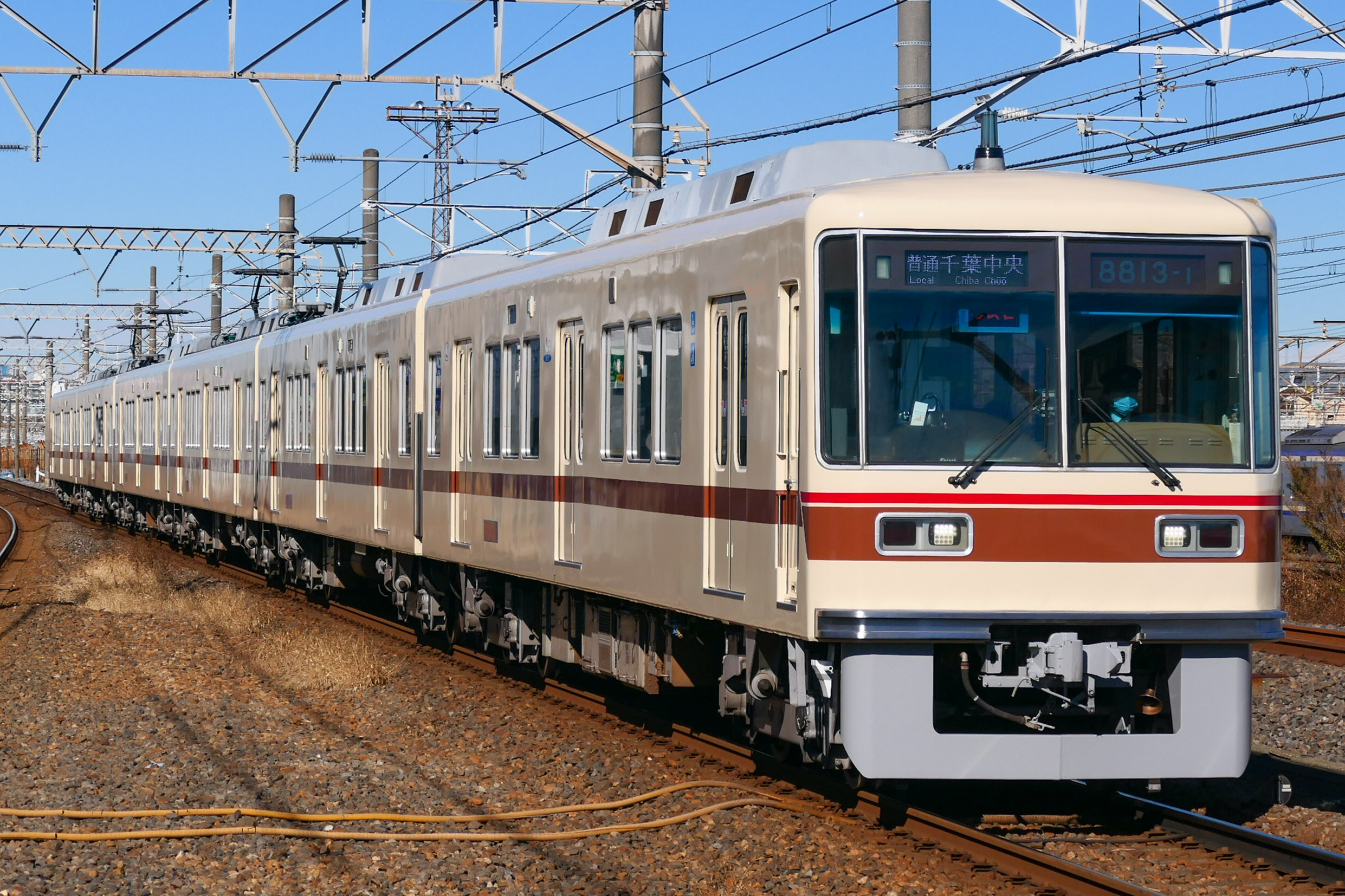
8800形（復刻旧塗装車）

- 80000形
- N800形
- N800形（復刻旧塗装車）
- 8900形
- 8800形
- 8800形（復刻旧塗装車）

### 過去の車両
- 800形
- 8000形

800形以前の過去の車両（吊り掛け駆動方式）については京成電鉄の「1988年以前消滅形式」の項目を参照。

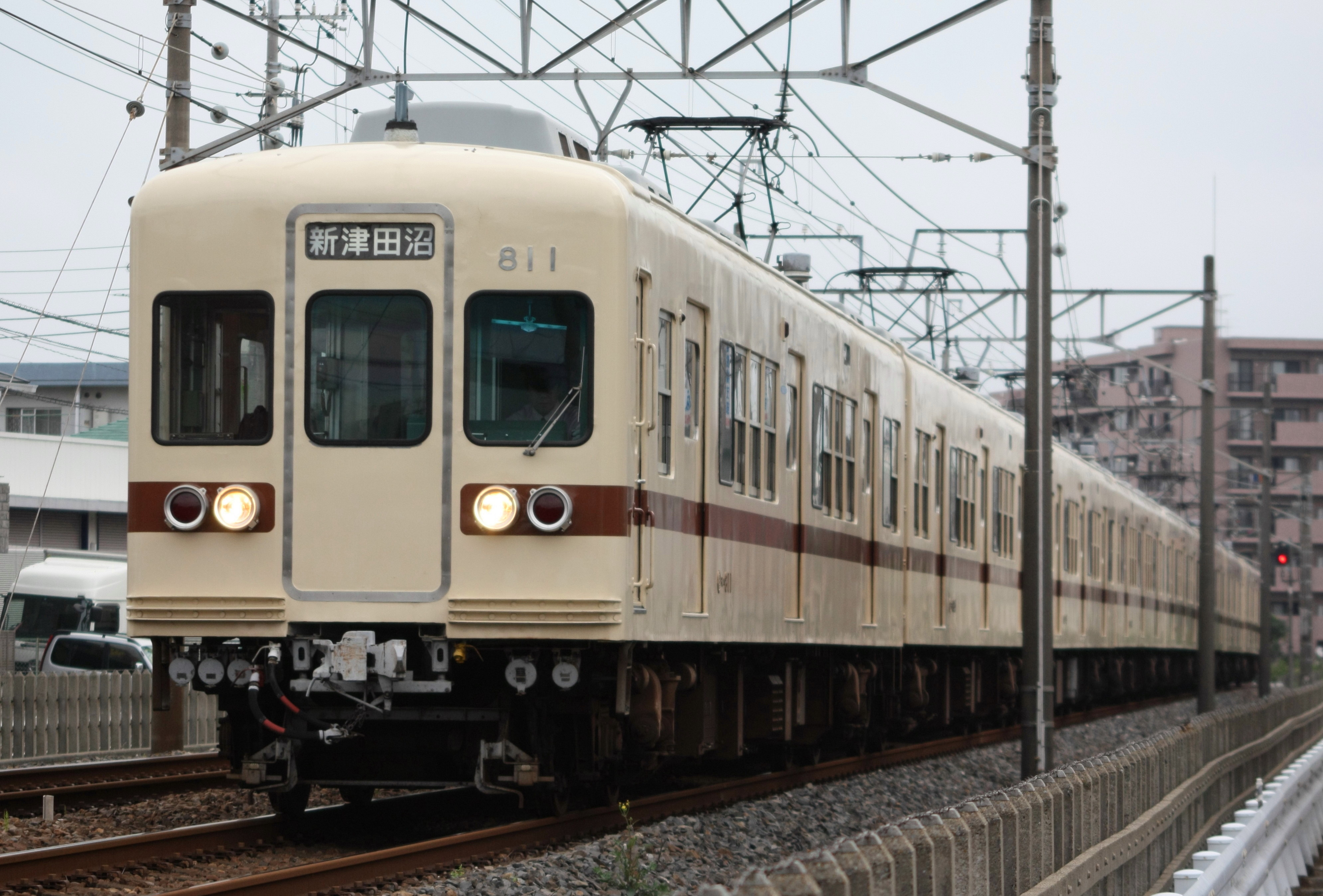
800形
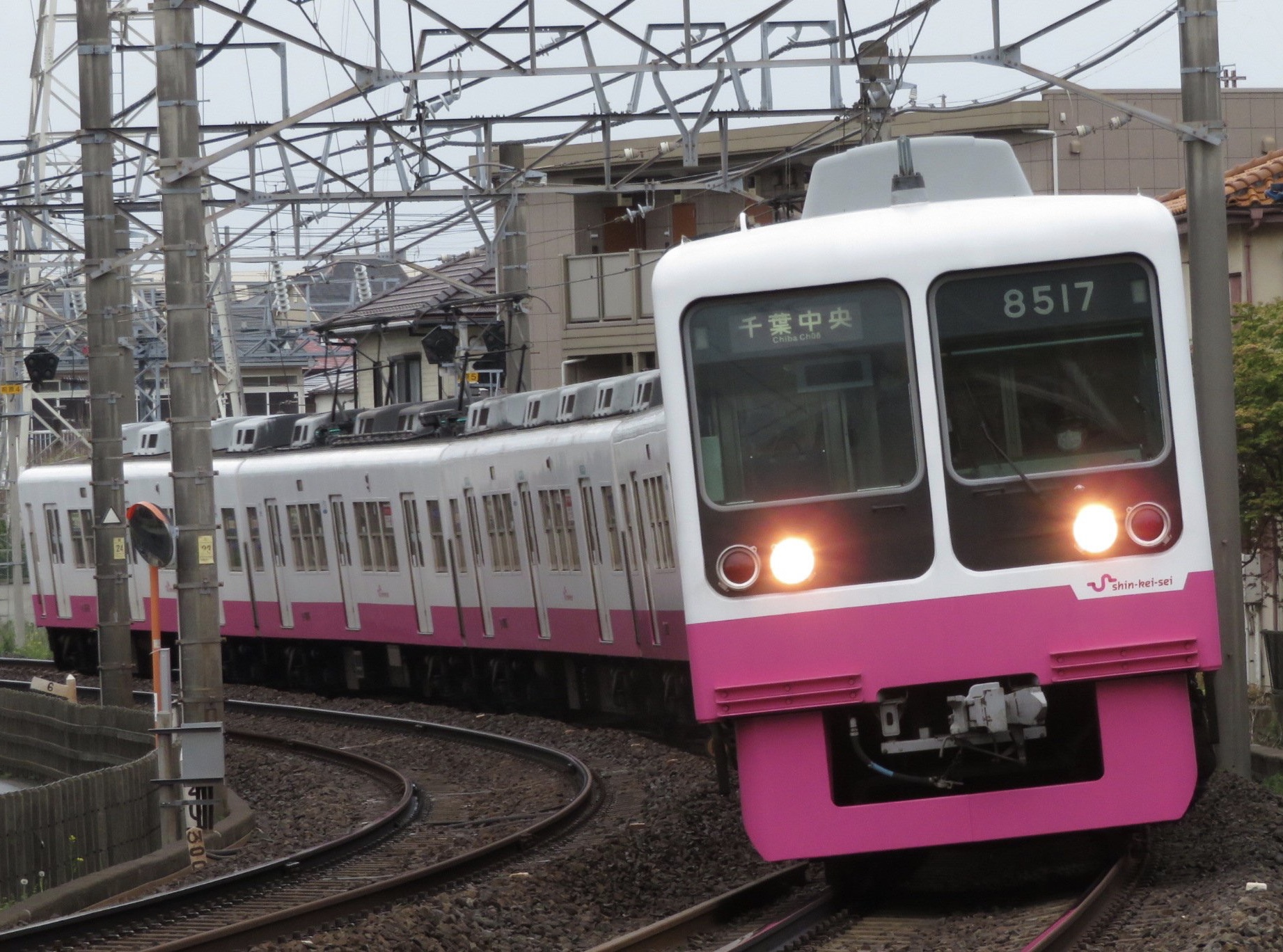
8000形

### 過去の乗り入れ車両
新京成線時代に乗り入れていた車両。
- 北総開発鉄道（当時、現・北総鉄道）
  - 7300形（7308・7318編成のみ）
  - 7000形
- 住宅・都市整備公団（当時、現・千葉ニュータウン鉄道）
  - 2000形（当時。後に9000形に改称）

## 駅一覧
- 全駅千葉県内に所在。
- 全列車が各駅に停車。
- 駅番号は2014年2月23日から導入[広報 10]。旧番号は2025年3月までの新京成時代の駅番号。
- 全駅で出改札を終日実施（下記○印の駅は発売券種制限あり）。

駅員
●：終日配置
○：7:00 - 22:00に限り「係員」を配置。その他の時間はインターホン対応。遠隔監視システム導入。
- 各駅とも交通バリアフリー法上の「特定旅客施設」に該当する一日5,000人以上の乗降人員がある。

| 駅番号       | 旧番号       | 駅名         | 駅間キロ     | 累計キロ     | 駅員         | 接続路線 | 所在地                                           |
| ------------ | ------------ | ------------ | ------------ | ------------ | ------------ | --- | ------------------------------------------------ |
| KS88         | SL01         | 松戸駅       | -            | 0.0          | ●            | 東日本旅客鉄道： 常磐線（快速）（上野東京ライン） (JJ 06) ・ 常磐線（各駅停車） (JL 22)                                     | 松戸市                                           |
| KS87         | SL02         | 上本郷駅     | 1.7          | 1.7          | ○            | | 松戸市                                           |
| KS86         | SL03         | 松戸新田駅   | 0.7          | 2.4          | ○            | | 松戸市                                           |
| KS85         | SL04         | みのり台駅   | 0.6          | 3.0          | ○            | | 松戸市                                           |
| KS84         | SL05         | 八柱駅       | 0.8          | 3.8          | ●            | 東日本旅客鉄道： 武蔵野線（新八柱駅:JM 14）                                                                                 | 松戸市                                           |
| KS83         | SL06         | 常盤平駅     | 1.8          | 5.6          | ●            | | 松戸市                                           |
| KS82         | SL07         | 五香駅       | 1.8          | 7.4          | ●            | | 松戸市                                           |
| KS81         | SL08         | 元山駅       | 1.3          | 8.7          | ●            | | 松戸市                                           |
| KS80         | SL09         | くぬぎ山駅   | 0.9          | 9.6          | ●            | | 鎌ケ谷市                                         |
| KS79         | SL10         | 北初富駅     | 1.8          | 11.4         | ○            | | 鎌ケ谷市                                         |
| KS78         | SL11         | 新鎌ヶ谷駅   | 0.7          | 12.1         | ●            | 北総鉄道： 北総線 (HS08) 京成電鉄： 成田空港線（成田スカイアクセス線） 東武鉄道： 野田線（東武アーバンパークライン）(TD-30) | 鎌ケ谷市                                         |
| KS77         | SL12         | 初富駅       | 1.2          | 13.3         | ○            | | 鎌ケ谷市                                         |
| KS76         | SL13         | 鎌ヶ谷大仏駅 | 2.1          | 15.4         | ●            | | 鎌ケ谷市                                         |
| KS75         | SL14         | 二和向台駅   | 0.9          | 16.3         | ●            | | 船橋市                                           |
| KS74         | SL15         | 三咲駅       | 0.8          | 17.1         | ○            | | 船橋市                                           |
| KS73         | SL16         | 滝不動駅     | 1.4          | 18.5         | ○            | | 船橋市                                           |
| KS72         | SL17         | 高根公団駅   | 1.0          | 19.5         | ●            | | 船橋市                                           |
| KS71         | SL18         | 高根木戸駅   | 0.6          | 20.1         | ○            | | 船橋市                                           |
| KS70         | SL19         | 北習志野駅   | 0.9          | 21.0         | ●            | 東葉高速鉄道： 東葉高速線 (TR04)                                                                                            | 船橋市                                           |
| KS69         | SL20         | 習志野駅     | 0.7          | 21.7         | ○            | | 船橋市                                           |
| KS68         | SL21         | 薬園台駅     | 0.8          | 22.5         | ●            | | 船橋市                                           |
| KS67         | SL22         | 前原駅       | 1.4          | 23.9         | ○            | | 船橋市                                           |
| KS66         | SL23         | 新津田沼駅   | 1.4          | 25.3         | ●            | 東日本旅客鉄道： 総武線（快速）・ 総武線（各駅停車）（津田沼駅:JO 26・JB 33）                                               | 習志野市                                         |
| KS26         | SL24         | 京成津田沼駅 | 1.2          | 26.5         | ●            | 京成電鉄： 千葉線（直通運転：下記参照）・ 本線                                                                              | 習志野市                                         |
| 直通運転区間 | 直通運転区間 | 直通運転区間 | 直通運転区間 | 直通運転区間 | 直通運転区間 | 千葉線千葉中央駅まで（元新京成車のみで日中のみ）                                                                            | 千葉線千葉中央駅まで（元新京成車のみで日中のみ） |

### 廃駅
- 藤崎台駅：前原駅 - 京成津田沼駅間、1953年11月1日開業、1968年5月14日廃止）

## 利用状況
2005年度の旅客輸送人キロは722百万人キロとなっている。